# Елена Панайотова (режисьор)
Вижте пояснителната страница за други личности с името Елена Панайотова.

## Биография
Елена Панайотова е театрален режисьор, педагог и продуцент. Доктор по театрално изкуство към Нов български университет. Специализира Европейска култура и история в Университета в Амстердам, Холандия. Печели национални и европейски стипендии, включително две специализации по театрална антропология при Еуженио Барба, Один театър – Холстебро, Дания.
Преподавател по актьорско майсторство и режисура, и театрална антропология в Нов български университет (1995-2000; 2017-2022), преподавател по актьорско майсторство  в Университет за изкуства в Утрехт, Холандия (1999-2013), гост преподавател в Националния университет в Сан Хосе, Коста Рика (2011). Води обучителни ателиета за актьори и режисьори в Европа и Африка. 
Съосновател и председател на фондация „Ден Гри“, чрез която от 1999 г. реализира и продуцира над 100 международни театрални проекти. През 2003 г. инициира ежегоден проект „Лятна театрална академия за деца в риск“ в с. Широка лъка, който от 2010 г. трансформира в международна програма „Артисти за деца“ в Кения и България. Проектите, които ръководи в сферата изкуство и образование, въвличат над 5000 деца сираци и над 300 артисти от четири континента. През 2016 г. инициира и ръководи проект „Performance Art for Youth Africa“ (PAYA) в Кения и Танзания, който е сред 8-те от общо 1800 проекти подкрепени от ЮНЕСКО. 
Спектаклите на Е. Панайотова са били в селекцията на множество европейски и национални театрални фестивали и форуми, включително в Сърбия, Македония, Унгария, Чехия, Хърватия, Босна и Херцеговина, Румъния, Германия, Холандия, САЩ, Иран и др.
Нейни текстове са публикувани във в. „Култура“, в. „Литературен вестник“, сп. „Homo Ludens“ и др., както и в есеистичните сборници „Възможните майки“, „Куфарът на брат ми“ и "Бащите не си отиват" на издателство "ICU".
През 2023г. излиза филмът  "Майка" на режисьорката Зорница София вдъхновен от работата й по програмата "Артисти за деца". През 2023г. е ниминирана за "Будител на годината" от БНР и "Достойните българи" от в. "24 часа".

## Награди и номинации
- Награда за доукументалния филм "Артисти за деца" за социален принос чрез изкуство с мисия, Фестивал на Новото Българско Кино, Бургас'25
- Надграда "ПЛОВДИВ" 2023 за изключителни постижения в сферата на "Аудиовизуалните изкуства и фотография" за изложбата "Далеч от Африка".
- Награда "ЗЛАТЕН КУКЕРИКОН" 2023 за принос в комедията и сатирата в категория "режисура" за спектакъла "Сън в лятна нощ" от Шекспир, ДТ Стара Загора
- Награда "Златен кукерикон" 2023 за принос в комедията и сатирата в категория "млада надежда" за Илина Илиева  в  "Сън в лятна нощ" от Шекспир, ДТ Стара Загора
- Номинация АСКЕЕР 2023 за сценография за Николина Костова-Богданова в „Сън в лятна нощ" от Шекспир в ДТ Стара Загора
- Награди ИКАР 2022 и АСКЕЕР 2022 за авторска музика на Николай Иванов за "Шахнаме: Сказание за Зал", театър "Азарян, НДК
- Номинация АСКЕЕР 2022 за костюмография на Юлиян Табаков за "Шахнаме: Сказание за Зал", театър "Азарян, НДК
- Номинация за "Ярки постижения в изкуството 2021" на Столична община за режисурата на "Шахнаме: Сказание за Зал", театър "Азарян", НДК
- Номинация "Златен кукерикон" 2020 за комедийна актриса за Нона Йотова в спектакъла "Влюбена, сгодена, изчезнала" от Фьогел, театър 199 София

- Награда "ПЛОВДИВ" 2019 за изключителни постижения в категория "произведение на изкуството предназначено за деца" за спектакъла "Принцът на земята и принцът на морето" в Държавен Куклен Театър Пловдив
- Номинация АСКЕЕР 2016 за съвременна българска драматургия за Алек Попов & Деляна Манева за „Сестри Палавееви в бурята на историята“, ДТ Пловдив
- Номинация АСКЕЕР 2016 за костюми за Николина Костова-Богданова в „Сестри Палавееви в бурята на историята“, ДТ Пловдив
- Номинация АСКЕЕР 2016 за поддържаща мъжка роля за Добрин Досев в „Сестри Палавееви в бурята на историята“, ДТ Пловдив

- Награда ИКАР 2016 за дюбют на Боряна Братоева & Мила Люцканова в „Сестри Палавееви в бурята на историята“, ДТ Пловдив
- Номинация ИКАР 2010 за поддържаща роля за Явор Борисов, „За вредата от тютюна и други шеги“ по Чехов, НДТ „Сълза и Смях"
- Номинация ИКАР 2009 за авторска музика за Емилиян Гацов, „Замлъкване“ по Бергман, ТР Сфумато

- Наградата на INFANT фестивал, Нови Сад 2006 за „най-оригинално изследване в сегментите на театралния език“ за режсуарата на спектакъла "Домът на Бернарда Алба“ от Лорка, ТР Сфумато

- Награда ИКАР 2005 за поддържаща роля за Ася Иванова в "Домът на Бернарда Алба“ по Лорка, ТР Сфумато

- Награда на Фестивал на малките театрални форми град Враца 1996 за сценография за Мирена Николова за спектакъла „Въведение в тяхната картина“ от М. Минков, ДТ Кюстендил

## Театрални постановки
- "Всеки иска да живее" от Ханох Левин, Държавен сатиричен театър, София (2024)
- „Пиеса за двама“ от Тенеси Уилямс, Театър 199 „Валентин Стойчев“ (2022)
- „Сън в лятна нощ“ от Уилям Шекспир, Драматичен театър "Гео Милев" Стара Загора (2022)
- "Шахнаме: Сказание за Зал" по Фердоуси и едноименния персийски епос, театър "Азарян, НДК (2021)
- „Влюбена, сгодена, изчезнала“ от Щефан Фьогел, Театър 199 „Валентин Стойчев“ (2019)
- „Принцът на морето и принцът на земята“ по японска легенда, Държавен Куклен Театър Пловдив & Eвропейска Столица на Културата Пловдив (2019)[1][2]
- „Гилгамеш“ по едноименния шумерски епос, Университетски театър, НБУ (2017)
- „Женитба“ от Николай Гогол, Театър София (2017)
- „Сестри Палавееви в бурята на историята“ от Алек Попов, Драматичен театър Пловдив (2015)[3]
- „Царството земно“ от Тенеси Уилямс, Народен театър „Иван Вазов“, София (2013)[4]
- „Изобретателната влюбена“ по Лопе де Вега, Малък градски театър „Зад канала“, София (2011)
- „Славеят и розата“ по Оскар Уайлд, Хиподрум театър, Гейнзвил, Флорида (2011)
- „За вредата от тютюна и други шеги“ от Антон Чехов, НДТ „Сълза и смях“ (2009)
- „Опасни желания“ от Александър Мардан, Сатиричен театър „Алеко Константинов“ (2008)
- „Замлъкване“ по мотиви от филма „Персона“ на Ингмар Бергман, ТР „Сфумато“ (2008)
- „Мъртвешки танц“ от Аугуст Стриндберг, Университет за изкуства Утрехт (2007)
- „Юн Габриел Боркман“ от Хенрик Ибсен, Народен театър „Иван Вазов“ (2006)[5]
- „Домът на Бернарда Алба“ по Федерико Гарсия Лорка, Фондация „Ден Гри“ и ТР „Сфумато“ (2005)[6]
- „Не ме снимай мен“ документален театър, Център за култура и дебат „Червената къща“ (2004)
- „Предопределените“ от Елиас Канети, Драматичен Театър Русе (2003)
- „Флобер“ от Елин Рахнев, Народен театър „Иван Вазов“ (2001)
- „Вишнева градина“ от Антон Чехов, Университет за изкуства Утрехт (2000)
- „Игрила“ по Теодора Димова, НДТ „Сълза и смях“ (1999)
- „Като не знаеш защо питаш“, документален театър върху нестинарството, Театър „Ла страда“ (1998)
- „Мъжът си е мъж“ от Бертолт Брехт,  Драматичен Театър Сливен (1997)
- „3х3 или Три сестри“ по Антон Чехов, копродукция НБУ & НДК (1997)
- „Въведение в тяхната картина“ от Маргарит Минков, Драматичен Театър Кюстендил (1995) и др.

## Оперни постановки
"Така правят всички жени“ от В. А. Моцарт, либрето: Лоренцо да Понте, Държавна Опера Пловдив (2018)

## Книги
"Приложен театър: Теория и пракитки от България до Африка", издателство "Индологическа фондация "Изток-Запад"" (2024)

## Филми и фотоизложби
"Артисти за деца" (2025), документален филм  - продуцент, сценарист и режисьор - премиера 16 март, София Филм Фест  
Награди и селекци
- Балкански конкурс, Родопски международен фестивал за документално кино – Смолян, 2025
- Награда за социален принос чрез изкуство с мисия, Фестивал на новото българско кино – Бургас, 2025
- Официална селекция – Български документални премиери, 29-ти София Филм Фест, 2025
- Програма „Открити хоризонти“ , 28-ми Фестивал на българското документално и анимационно кино „Златен ритон“ – Пловдив, 2024

"Далеч от Африка" (2022) съвместна изложба с Атанас Кънев в Градска Художествена Галерия-Пловдив. През 2023 г. изложбата госува в художествените галерии в Бургас, Троян, Русе, Варна и Благоевград. Носител на награда на община Пловдив за 2023.